# St. Johannes Evangelist (Dorfsulza)

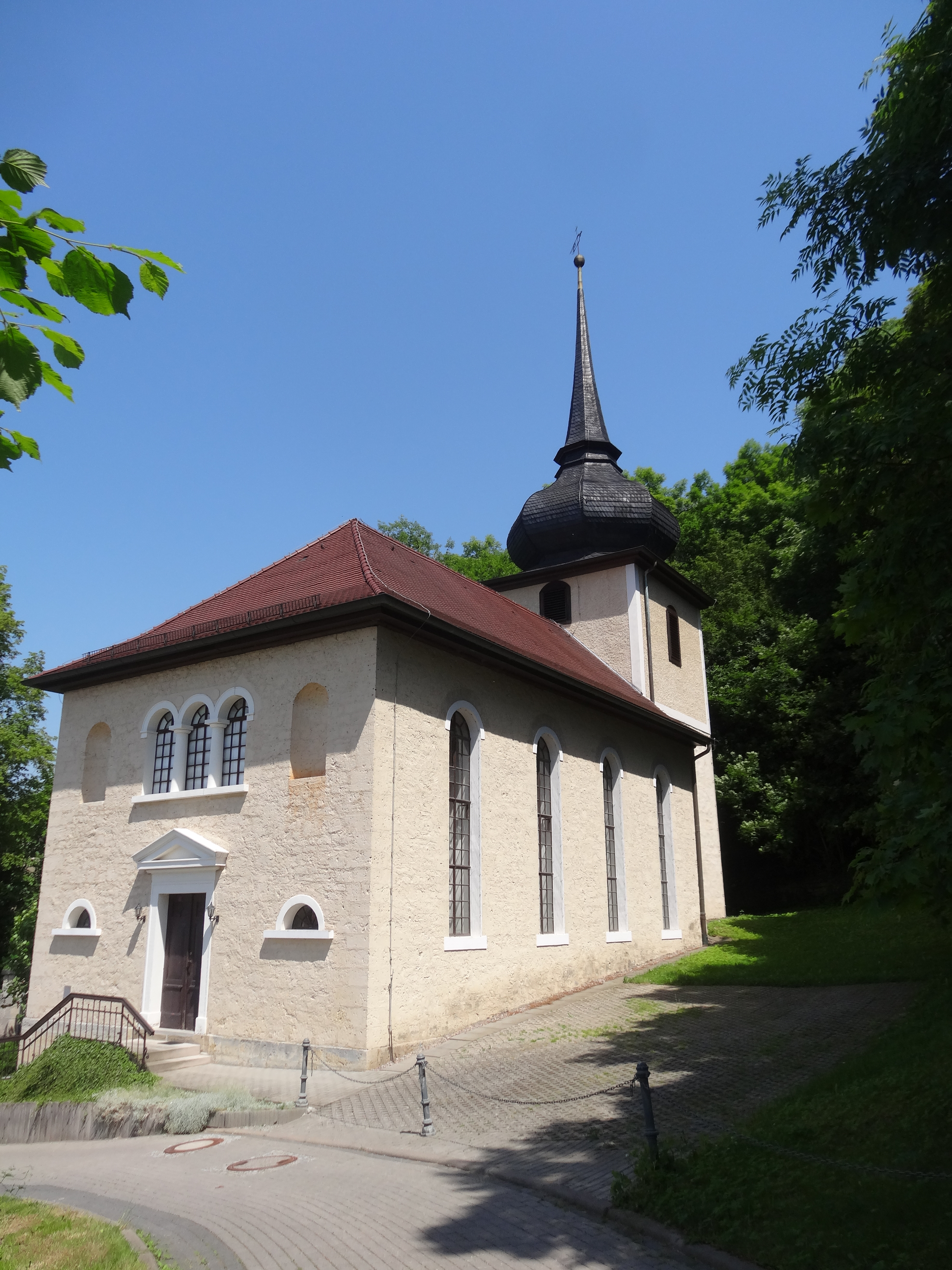
St. Johannes Evangelist

Die römisch-katholische Filialkirche St. Johannes Evangelist steht in Dorfsulza einem Stadtteil von Bad Sulza im thüringischen Landkreis Weimarer Land. Sie ist Filialkirche der Pfarrei St. Johannes Baptist Jena im Dekanat Weimar des Bistums Erfurt. Sie trägt das Patrozinium des heiligen Evangelisten Johannes.

## Lage
Die Kirche befindet sich in der Waldstraße 15 in Dorfsulza.

## Geschichte
Die Kirche, ursprünglich der heiligen Maria Magdalena geweiht, wurde 1293 erbaut. Von 1524 bis 1960 war sie evangelisch, danach wieder katholisch. Seit 1921 ist der heutige Name verbindlich. Die Saalkirche hat einen eingezogenen, annähernd quadratischen Chorturm aus spätgotischer Zeit. Die Zwiebelhaube des Turms wurde erst 1816 errichtet. Das Kirchenschiff wurde 1824/25 im Rundbogenstil neu gebaut. An der Wand befindet sich seit 1926 ein Kriegerdenkmal für die Gefallenen von Dorfsulza des Ersten Weltkrieges.

## Orgel

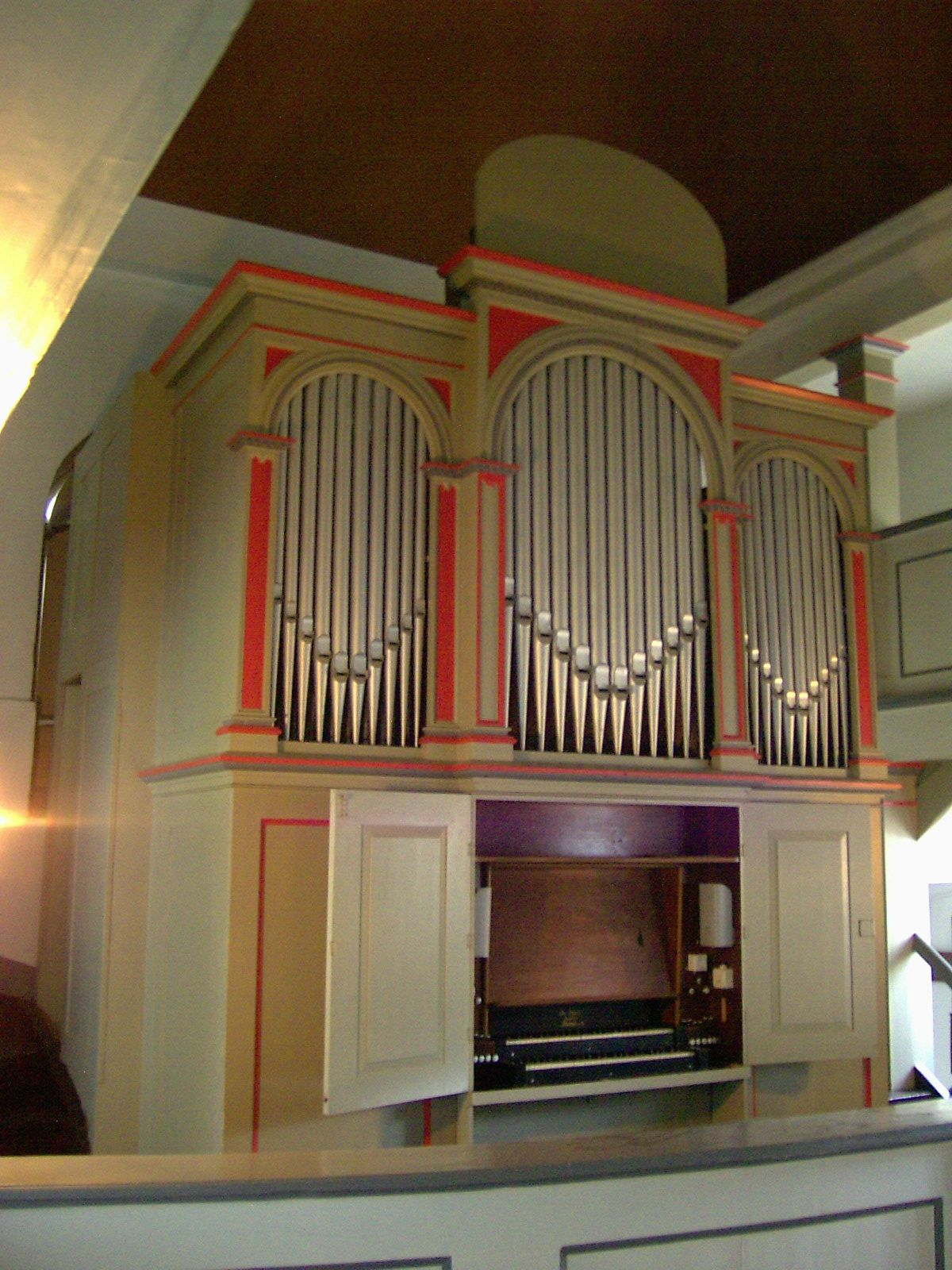
Eifert-Orgel

Die Orgel mit zwölf Registern, verteilt auf zwei Manuale und Pedal, wurde um 1886 von Adam Eifert gebaut. 2012 wurde die Orgel durch Orgelbau Schönefeld restauriert. Die Disposition lautet wie folgt:
| I Hauptwerk C–f3 |            |
| Bordun           | 16′        |
| Prinzipal        | 8′         |
| Viola da Gamba   | 8′         |
| Hohlflöte        | 8′         |
| Oktave           | 4′         |
| Doublette        | 2 ⁄3′ + 2′ |

| II Oberwerk C–f3 |    |
| Lieblich Gedackt | 8′ |
| Salicional       | 8′ |
| Clavioline       | 8′ |
| Flauto dolce     | 4′ |

| Pedal C–d1 |     |
| Subbass    | 16′ |
| Oktavbass  | 8′  |

- Koppeln: II/I, I/P

## Glocken
Die Glocke aus Eisen wurde 1955 von Schilling & Lattermann gegossen.